# كاثرين سنتر
كاثرين سنتر (بالإنجليزية: Katherine Center)‏ (4 مارس 1972)؛ روائية أمريكية.

## روابط خارجية
- كاثرين سنتر على موقع IMDb (الإنجليزية)